# 요한 알브레히츠베르거
요한 게오르크 알브레히츠베르거(독일어: Johann Georg Albrechtsberger, 1736년 2월 3일 ~ 1809년 3월 7일)는 오스트리아의 작곡가, 음악 이론가로 루트비히 판 베토벤의 스승이기도 하다.

## 생애
빈 근교에 위치한 오스트리아 남부 클로스터노이부르크 출신이다. 7세 시절부터 음악의 기초를 배웠고 13세 시절에는 멜크 수도원에서 성가대원으로 활동했다. 1753년부터는 빈 베네딕도회 수도원에서 철학을 전공했고 요제프 하이든을 비롯한 여러 동급생들을 만나게 된다.
1755년부터는 오스트리아 라프(현재의 헝가리 죄르)에서 오르간 연주자로 근무했으며 1757년부터는 마리아타페를(Maria Taferl)에서 오르간 연주자로 근무했다. 1772년에는 빈 궁정 오르간 연주자로 임명되었고 1792년에는 슈테판 대성당의 수석 오르간 연주자로 임명되었다.
1791년 5월 9일에는 슈테판 대성당의 악장을 역임하고 있던 레오폴트 호프만이 볼프강 아마데우스 모차르트를 무료로 부악장으로 고용했는데 알브레히츠베르거는 모차르트가 사망한 1791년 12월 5일에 자신이 슈테판 대성당에서 성공하기를 원했다고 한다. 1793년에 레오폴트 호프만이 사망한 이후부터 알브레히츠베르거는 슈테판 대성당의 악장을 역임했다.
1792년에는 루트비히 판 베토벤이 요제프 하이든과 함께 음악을 공부하기 위해 빈을 방문했는데 하이든은 베토벤이 자신의 친구였던 알브레히츠베르거에게 화음, 대위법을 배울 것을 제안했다고 한다. 알브레히츠베르거의 연구는 그의 제자들로부터 "인내심, 부지런함, 끈기, 성실함이 성공으로 이어진다."라는 평가를 받았는데 이는 알브레히츠베르거 자신의 작곡 철학을 반영한다. 1809년 3월 7일에 빈에서 사망했으며 그의 무덤은 빈에 위치한 성 마르크스 묘역에 매장되었다.
알브레히츠베르거가 작곡한 음악 작품은 피아노, 오르간, 현악 4중주 등을 위한 전주곡, 푸가, 소나타 등으로 구성되어 있고 각종 협주곡, 실내악곡, 오라토리오, 미사곡을 비롯한 다양한 장르를 띠고 있다. 알브레히츠베르거가 작곡한 음악 작품은 261곡에 달하지만 실제로 인쇄된 음악 작품은 27곡에 불과하며 나머지 작품들은 오스트리아 빈 음악 협회에 소장되어 있다.